# 贝恩德·罗斯
贝恩德·罗斯（德語：Bernd Roos，1967年9月1日—），德国男子手球运动员。他曾代表德国参加1992年和2000年夏季奥林匹克运动会手球比赛，最好名次韦2000年奥运会的第五名。